# Djúpavogshreppur
Djúpavogshreppur – dawna gmina we wschodniej Islandii, w regionie Austurland, położona w południowej części Fiordów Wschodnich, obejmująca tereny na zachód od fjordów Berufjörður, Hamarsfjörður i Álftafjörður. W zachodniej części gminy znajdował się lodowiec Þrándarjökull. W skład gminy wchodziła również położona 8 km od wybrzeża wyspa Papey. Gminę, w momencie jej rozwiązania w 2020 roku, zamieszkiwało 501 mieszkańców, z czego większość w siedzibie gminy Djúpivogur (389 mieszk. w 2020). 

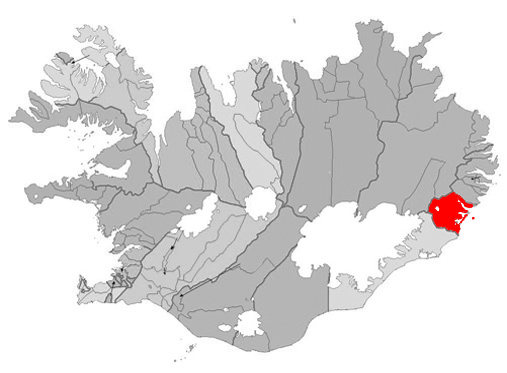
Położenie gminy Djúpavogshreppur na mapie administracyjnej kraju

Gmina powstała w 1992 roku z połączenia gmin Beruneshreppur, Búlandshreppur i Geithellnahreppur. W 2019 roku mieszkańcy gminy wyrazili zgodę na połączenie z gminami Borgarfjarðarhreppur, Fljótsdalshérað i Seyðisfjarðarkaupstaður. W 2020 roku nowa gmina przyjęła nazwę Múlaþing.
Przez gminę i jej główne miasto przebiegała główna islandzka droga krajowa nr 1. 